# The Taking of Pelham 123 (película de 2009)
The Taking of Pelham 123 (titulada Asalto al tren Pelham 123 en España, Escape del Metro 123 en Argentina y Rescate del Metro 1 2 3 en México) es un thriller de Acción y Crimen 2009 dirigido por Tony Scott y protagonizado por Denzel Washington y John Travolta. La película es una adaptación de la novela de Morton Freedgood (bajo el pseudónimo de John Godey) y un remake de la primera adaptación al cine de 1974.

## Argumento
Walter Garber (Denzel Washington), controlador del Metro de Nueva York, ve cómo la normalidad de su jornada se ve envuelta en un caos como consecuencia de un osado delito: el secuestro de un vagón de metro a cargo de una banda. Ryder (John Travolta), el cerebro criminal y líder de una banda armada formada por cuatro personas, amenaza con ejecutar a los pasajeros de un tren de la línea Pelham a menos que se pague un alto rescate en el plazo de una hora. A medida que la tensión aumenta, Garber utiliza sus amplios conocimientos del sistema subterráneo en una batalla para intentar burlar a Ryder y salvar a los rehenes. Pero hay un enigma que Garber no puede resolver: aún si los criminales obtuvieran el dinero, ¿cómo podrían escapar?...

## Recepción crítica y comercial
La película recibió críticas mixtas o positivas, con un 52% de comentarios positivos, según la página de Internet Rotten Tomatoes, llegando a la siguiente conclusión: "Aunque tenga un gran reparto "Asalto al tren Pelham 123" sufre del exceso de una dirección frenética de Tony Scott y no está a la altura del original de 1974".
Según la página de Internet Metacritic obtuvo críticas mixtas, con un 55%, basado en 34 comentarios de los cuales 19 son positivos.
En su primer fin de semana recaudó más de 23 millones de dólares en la taquilla estadounidense. Recaudó algo más de  65  millones en Estados Unidos. Sumando las recaudaciones internacionales la cifra asciende a 150 millones. Su presupuesto fue de 100 millones.

## Reparto
- Denzel Washington como Walter Garber.
- John Travolta como Dennis 'Ryder' Ford / Mr. Blue.
- (John Turturro) como el jefe de policía.
- Luis Guzmán como Phil Ramos.
- Michael Rispoli como John Johnson.
- James Gandolfini como el Alcalde de New York.
- Gbenga Akinnagbe como Wallace.
- Frank Wood como el Comisionado de la Policía Sterman.
- John Benjamin Hickey como el Diputado LaSalle.
- Gary Basaraba como Jerry Pollard.
- Ramón Rodríguez como Delgado.
- Katherine Sigismund como Mamá.
- Jake Siciliano como el niño de ocho años.
- Aunjanue Ellis como Theresa, la esposa de Garber.
- Tonye Patano como Regina.
- Jason Butler Harner como el señor Thomas.
- Robert Vataj como Emri/Sr. Brown.
- Victor Gojcaj como Bashkin/Sr. Grays.
- Brian Haley como el Capitán de la Policía Hill.

## BD y DVD
Asalto al tren Pelham 123 salió a la venta el 15 de diciembre de 2009 en España, en formato DVD y Blu-ray. El disco contiene menús Interactivos, acceso directo a escenas, comentario del director Tony Scott, comentario del autor Brian Helgeland y del productor Todd Black, No hay tiempo que perder: Cómo se hizo: Pelham 123, el Tercer Raíl: El metro de Nueva York, De arriba abajo: estilizando a los personajes con Danny Moumdjian y comercializando Pelham.